# Boulevard (canción)
«Boulevard» es una canción de la banda multicultural de México Jenny and the Mexicats, incluida para su segundo álbum de estudio titulado Ome. Fue lanzada a mediados el 25 de febrero del año 2016 como el segundo sencillo de dicho álbum por su discográfica independiente Mexicats Records.

## Vídeo musical
El videoclip fue dirigido por Pepe Vazquez, y se muestra a la agrupación estando y cantando detrás de un fondo blanco.

## Lista de canciones

### Descarga digital
| Boulevard — Single |             |          |  |
| N.º                | Título      | Duración |  |
| 1.                 | «Boulevard» | 3:17     |  |